# Walkman

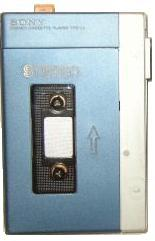
Sony TPS-L2 Walkman (1979)

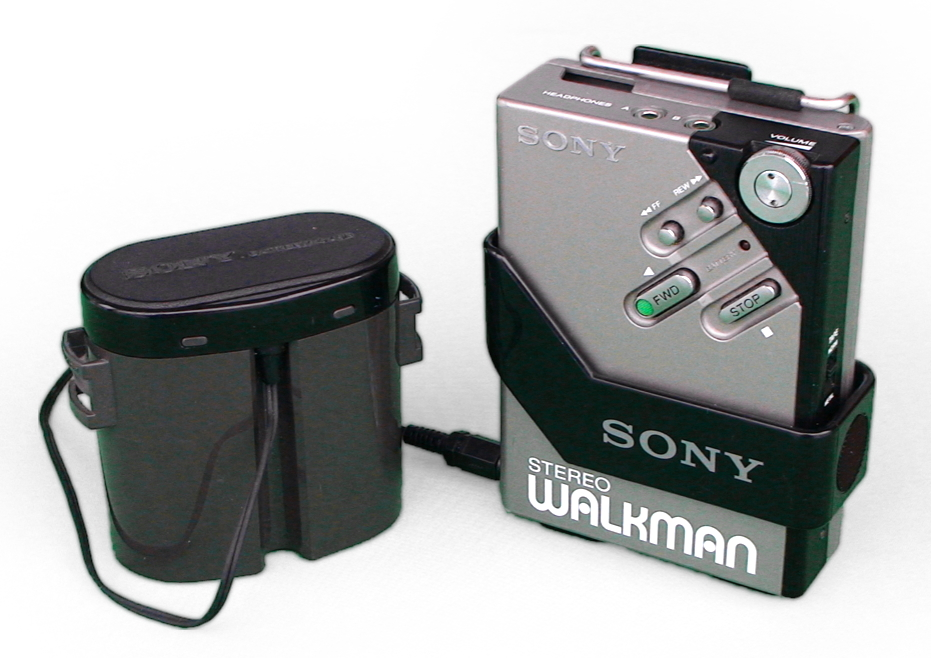
Sony Walkman WM-2 (1980)

Walkman je značka japonské společnosti Sony, označující přenosný hudební přehrávač (nejprve ve formě kazety, později CD, MiniDisc nebo MP3, FLAC). Do této kategorie patří i přenosné rádiové přijímače firmy Sony.
Značka Walkman vznikla v roce 1978, z nápadu Nobutoši Kihary a Akoi Mority. Prodávat se začal 1. července 1979, ale pod značkou Walkman pouze v Japonsku – v ostatních zemích pod označeními jako Soundabout, Freestyle či Stowaway. Ale pouze označení Walkman „přežilo“ a v současnosti v hovorové řeči označuje kompaktní přenosné přehrávací MC zařízení, ať už je od Sony nebo od jiné firmy.
Walkman představuje nejen řadu napříč produkty spotřební elektroniky Sony, ale též obchodní značku, stejně jako její varianty Pressman, Watchman, Scoopman, Discman a Talkman.

## Současnost

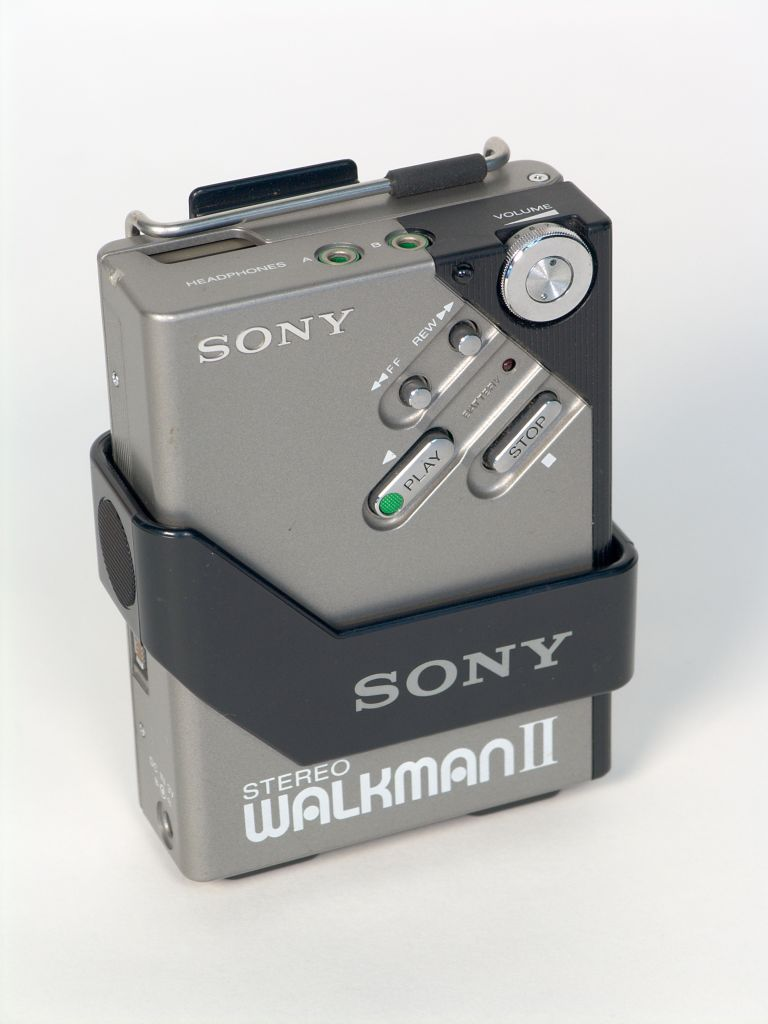
Walkman II

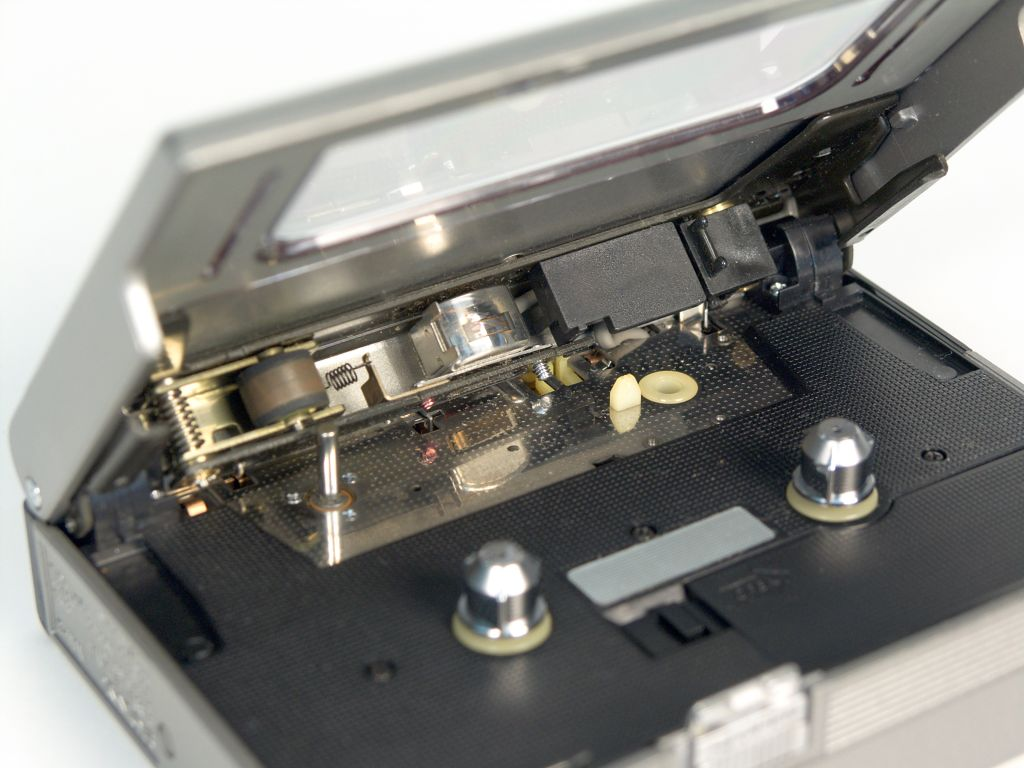
Vnitřek Walkmanu II

V roce 2010 společnost Sony ohlásila ukončení výroby zařízení Walkman.
K výročí čtyřiceti let Sony představilo limitovanou edici Walkmana s wifi a bluetooth.
V dnešní době už je jenom raritou a vidíme jej spíše na filmovém plátně, kde se stal ikonickým symbolem postavy Petera Quilla "Star Lord" kterého ztvárnil herec Chris Pratt ve snímku Strážci Galaxie